# Simultanhalle

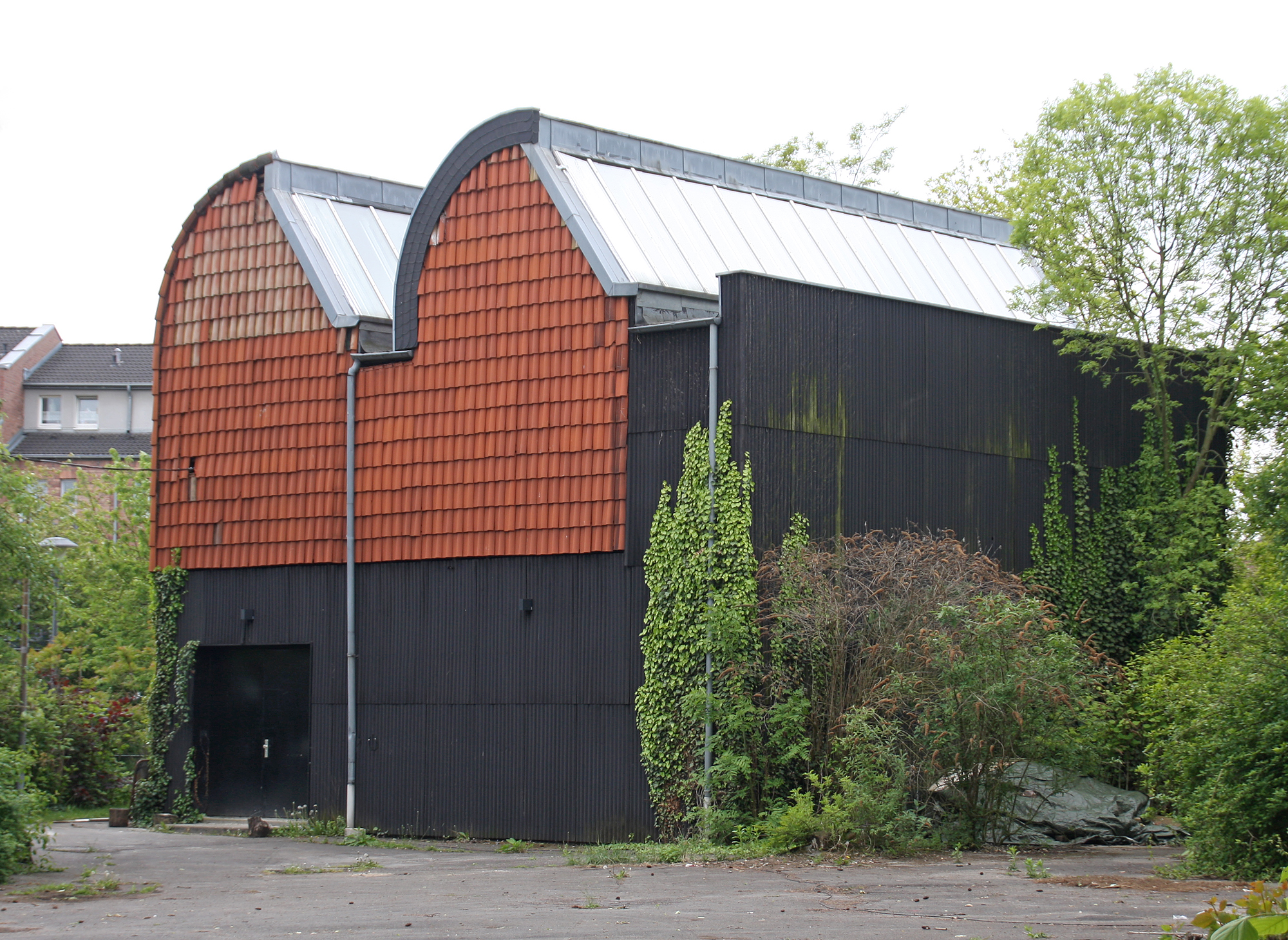
Simultanhalle, Ostseite mit Eingangsbereich

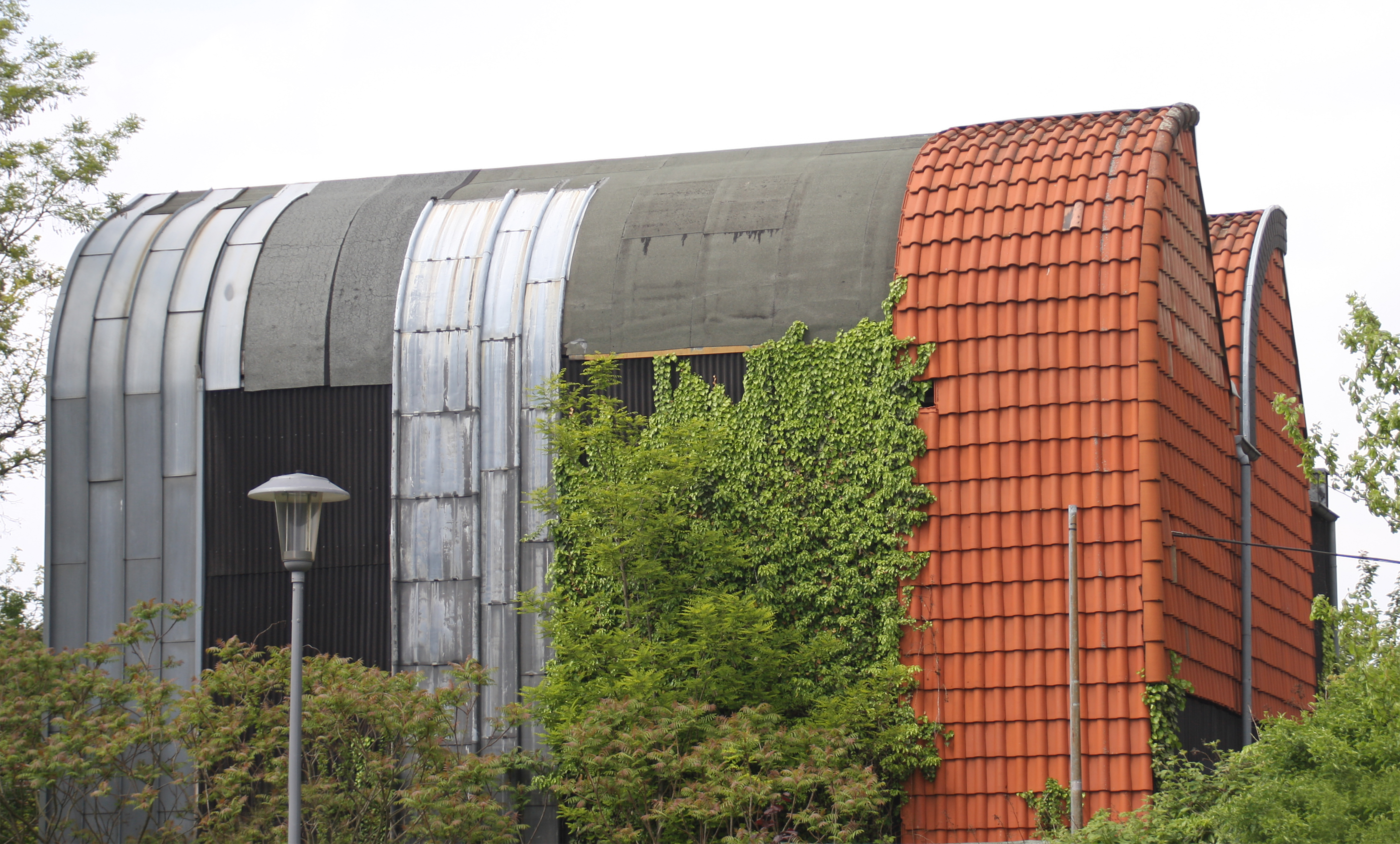
Simultanhalle, Südseite

Die Simultanhalle – Raum für zeitgenössische Kunst ist eine Ausstellungshalle in Köln-Volkhoven, Volkhovener Weg 209–211. Sie wurde ursprünglich im Jahr 1979 als Testbau für das Museum Ludwig von den Architekten Busmann + Haberer auf dem Gelände einer ehemaligen Schule errichtet, um Lichtführung, Außen-, Decken- und Bodenbeläge zu erproben. Charakteristisch ist die Sheddachkonstruktion.

## Geschichte
Nachdem die Halle ihren ursprünglichen Zweck erfüllt hatte, wurde ihr geplanter Abriss 1983 von Künstlern verhindert, indem sie Atelierausstellungen organisierten. Seitdem wird die Simultanhalle als Ausstellungsraum genutzt.
Im Jahr 1984 ging die Halle in die Trägerschaft der Stadt Köln über; seit 1989 wird das künstlerische Programm von wechselnden Kuratoren gestaltet. In den 25 Jahren ihres Bestehens haben etwa 150 Künstler (u. a. Jutta Koether, Kai Althoff und Walter Dahn) in der Halle ausgestellt.
Seit 2018 ist die Halle wegen statischer Bedenken bis auf Weiteres geschlossen, Projekte finden auf dem Außengelände und in unmittelbarer Umgebung statt.